# Torrijos (Espagne)
Pour les articles homonymes, voir Torrijos.
Torrijos est une commune d’Espagne, dans la province de Tolède, communauté autonome de Castille-La Manche.

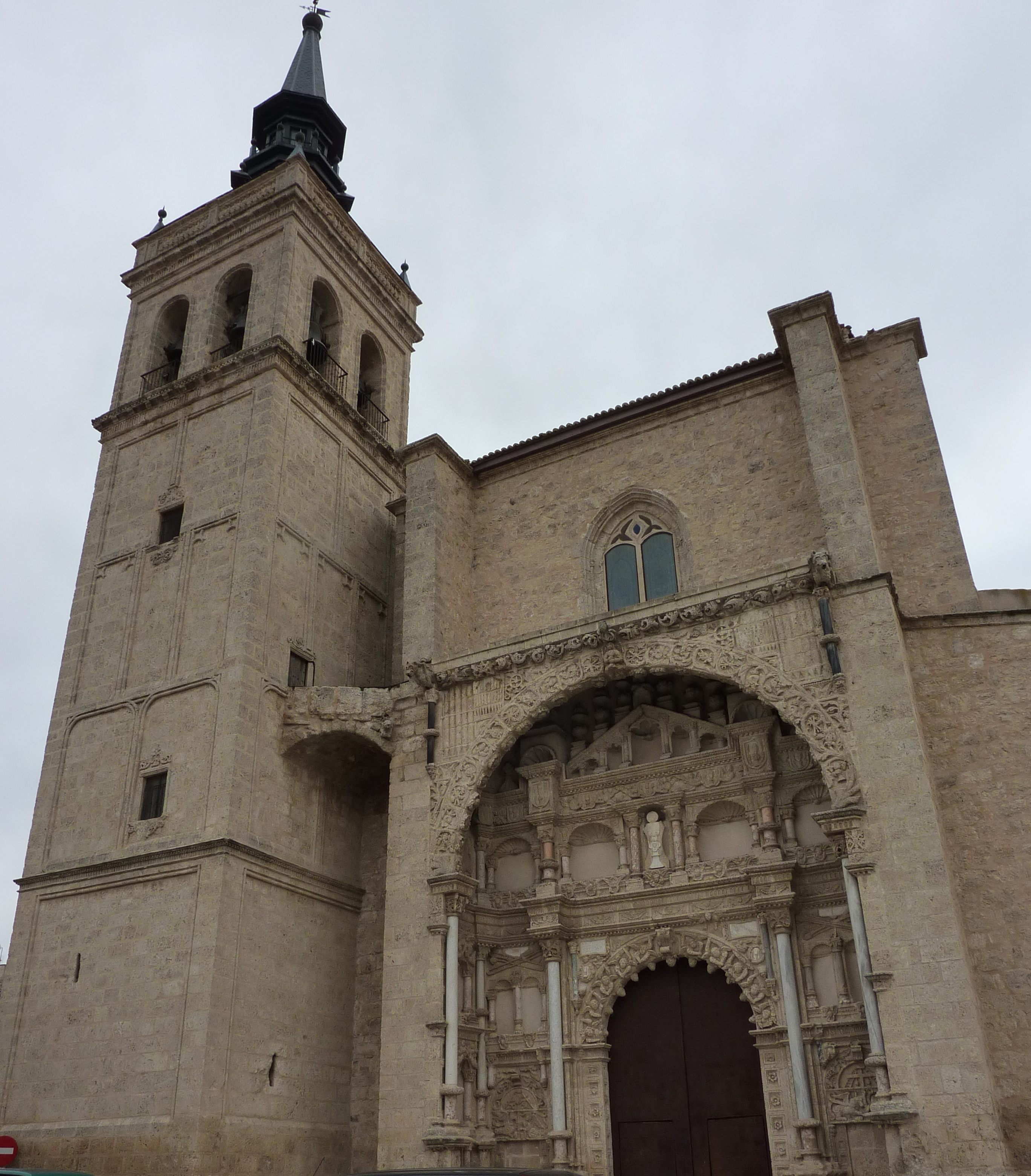
La Colegiata
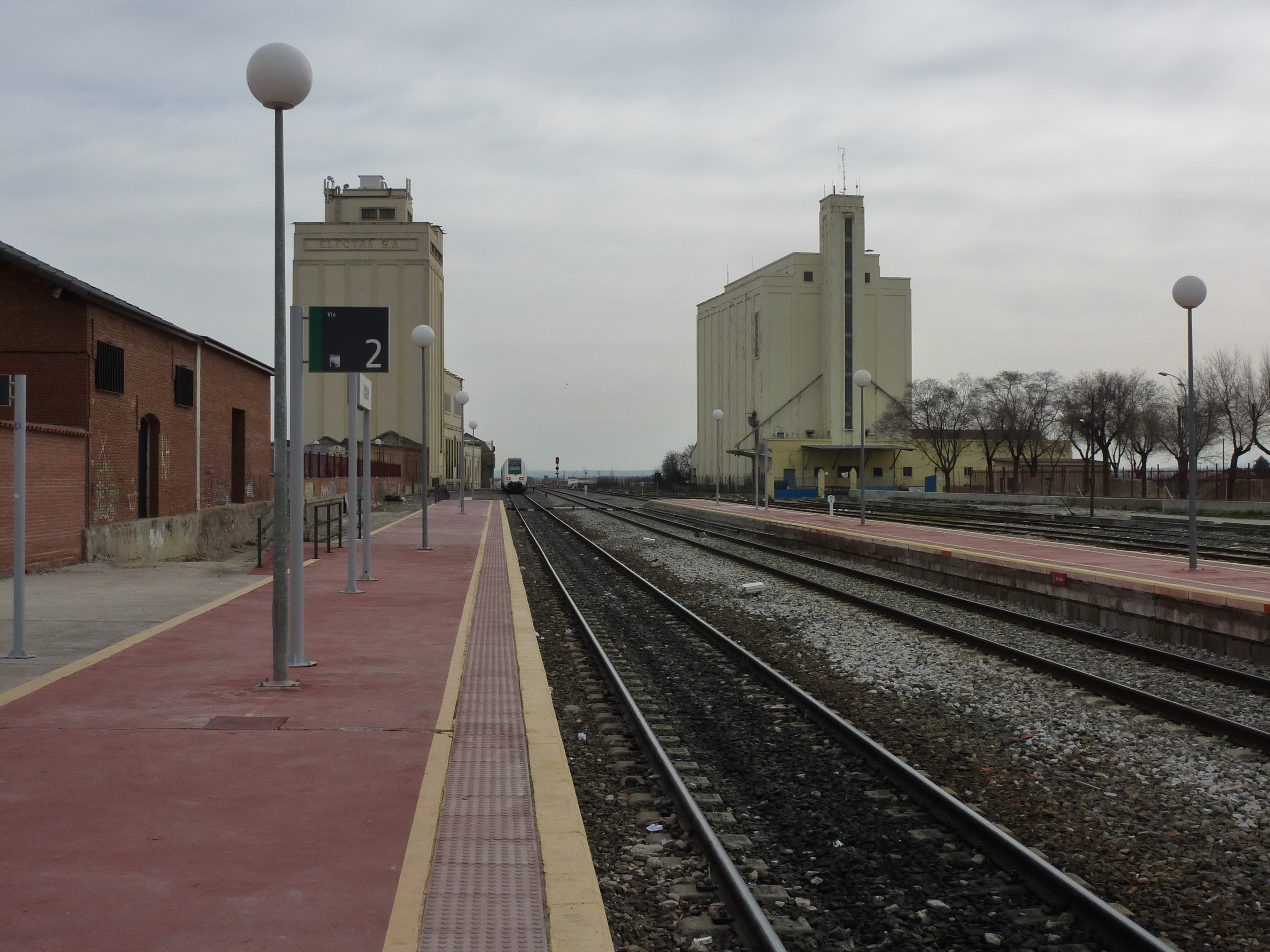
Gare et silos